# Vejrø

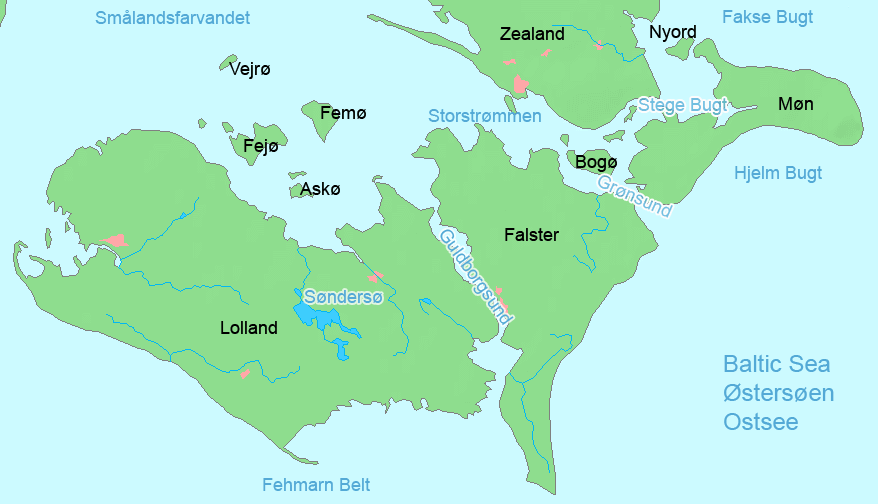
På denna karta över Lolland och Smålandsfarvandet syns Vejrø i den norra delen.

Vejrø är en liten dansk ö i Smålandsfarvandet placerat mellan Själland och Lolland. Ön är till ytan 1.57 kvadratkilometer och hade i januari 2020 fyra bofasta invånare

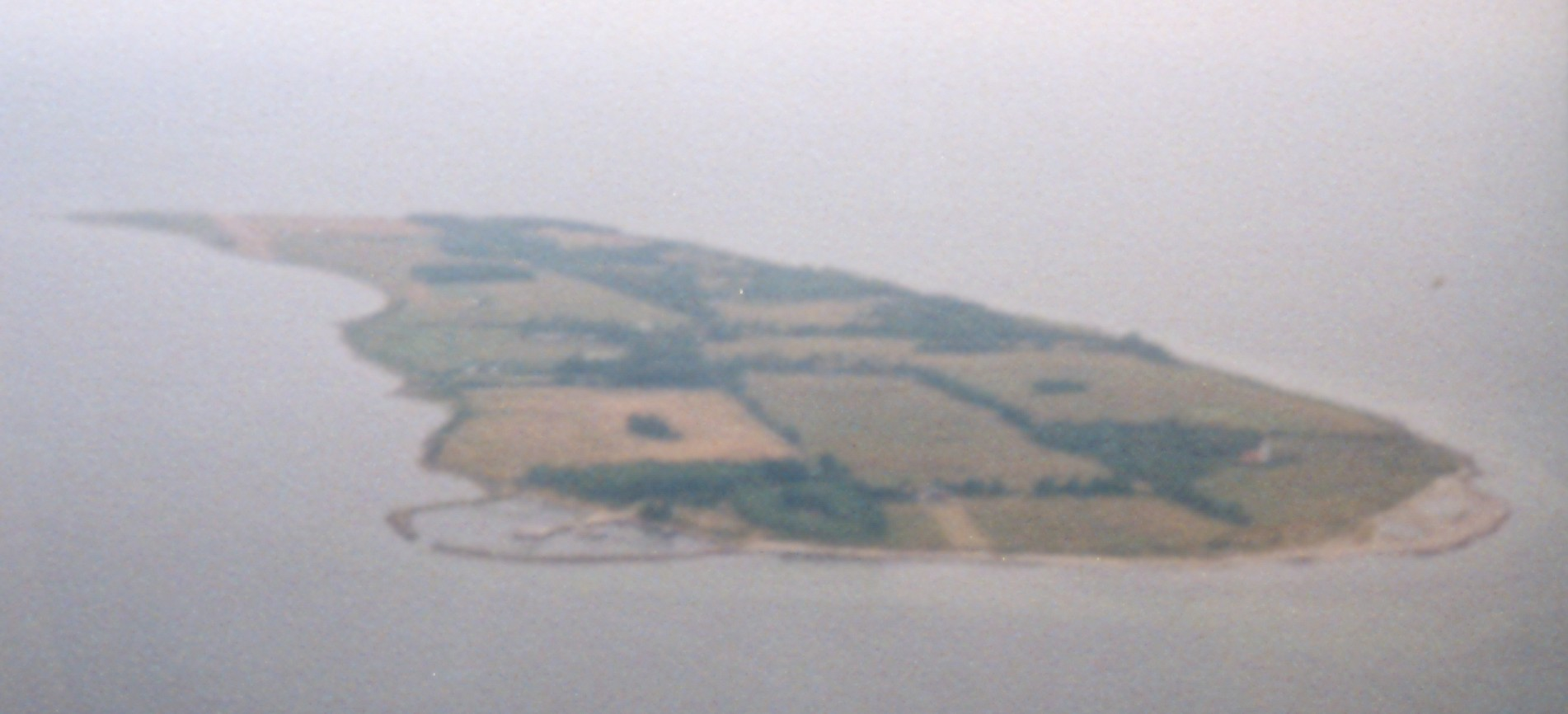
Flygbild över Vejrø.

(ön hade dock 76 fasta öbor 1925).